# Ronda 1 de 2008 da Superleague Fórmula
A 1ª Ronda de 2008 da Superleague Fórmula, realizada no circuito de Donington Park, Grã-Bretanha, foi a 1ª etapa de Superleague Fórmula.

## Resultados[1]

### Qualificação

#### Grupo A
| Pos. | Clube             | Equipa de Automobilismo | Piloto                | Tempo     |
| ---- | ----------------- | ----------------------- | --------------------- | --------- |
| 1    | Sevilla FC        | GTA Motor Competicion   | Borja García          | 1:19.822  |
| 2    | PSV Eindhoven     | Azerti Motorsport       | Yelmer Buurman        | 1:19.872  |
| 3    | Olympiacos CFP    | GU-Racing International | Kasper Andersen       | 1:20.035  |
| 4    | Galatasaray S.K.  | Scuderia Playteam       | Alessandro Pier Guidi | 1:20.087  |
| 5    | R.S.C. Anderlecht | Team Astromega          | Craig Dolby           | 1:20.685  |
| 6    | CR Flamengo       | Team Astromega          | Tuka Rocha            | 1:24.359  |
| 7    | FC Basel          | GU-Racing International | Max Wissel            | sem tempo |
| 8    | Liverpool F.C.    | Hitech Junior Team      | Adrián Vallés         | sem tempo |

#### Grupo B
| Pos. | Clube                  | Equipa de Automobilismo | Piloto           | Tempo    |
| ---- | ---------------------- | ----------------------- | ---------------- | -------- |
| 1    | Beijing Guoan          | Zakspeed                | Davide Rigon     | 1:18.746 |
| 2    | A.C. Milan             | Scuderia Playteam       | Robert Doornbos  | 1:19.155 |
| 3    | A.S. Roma              | FMS International       | Enrico Toccacelo | 1:19.562 |
| 4    | Tottenham Hotspur F.C. | GTA Motor Competicion   | Duncan Tappy     | 1:19.580 |
| 5    | Al Ain FC              | Azerti Motorsport       | Andreas Zuber    | 1:19.640 |
| 6    | Borussia Dortmund      | Zakspeed                | Nelson Philippe  | 1:19.671 |
| 7    | F.C. Porto             | Alan Docking Racing     | Tristan Gommendy | 1:20.440 |
| 8    | SC Corinthians         | EuroInternational       | Andy Soucek      | 1:20.511 |
| 9    | Rangers F.C.           | Alan Docking Racing     | Ryan Dalziel     | 1:20.584 |

#### Quadro de Eliminatórias
|  | Quartas de final                                         | Quartas de final                                       |                                                |          | Semifinais | Semifinais |  |  | Final | Final |
|  |                                                          |                                                        |                                                |          |            |            |  |  |       |       |
|  | A1-B4                                                    |                                                        |                                                |          |            |            |  |  |       |       |
|  |                                                          |                                                        |                                                |          |            |            |  |  |       |       |
|  | Sevilla FC Borja García GTA Motor Competicion            | 1:19.463                                               |                                                |          |            |            |  |  |       |       |
|  | Sevilla FC Borja García GTA Motor Competicion            | 1:19.463                                               | A1-A3                                          |          |            |            |  |  |       |       |
|  | Tottenham Hotspur FC Duncan Tappy GTA Motor Competicion  | 1:19.690                                               |                                                |          |            |            |  |  |       |       |
|  | Tottenham Hotspur FC Duncan Tappy GTA Motor Competicion  | 1:19.690                                               | Sevilla FC Borja García GTA Motor Competicion  | 1:19.655 |            |            |  |  |       |       |
|  | A3-B20                                                   |                                                        | Sevilla FC Borja García GTA Motor Competicion  | 1:19.655 |            |            |  |  |       |       |
|  |                                                          | Olympiacos CFP Kasper Andersen GU-Racing Ingernational | 1:20.244                                       |          |            |            |  |  |       |       |
|  | Olympiacos CFP Kasper Andersen GU-Racing International   | Olympiacos CFP Kasper Andersen GU-Racing Ingernational | 1:20.244                                       | 1:20.022 |            |            |  |  |       |       |
|  | Olympiacos CFP Kasper Andersen GU-Racing International   |                                                        | A1-B1                                          | 1:20.022 |            |            |  |  |       |       |
|  | A.C. Milan Robert Doornbos Scuderia Playteam             | 1:20.173                                               |                                                |          |            |            |  |  |       |       |
|  | A.C. Milan Robert Doornbos Scuderia Playteam             | 1:20.173                                               | Sevilla FC Borja García GTA Motor Competicion  | 1:19.351 |            |            |  |  |       |       |
|  | A2-B3                                                    |                                                        | Sevilla FC Borja García GTA Motor Competicion  | 1:19.351 |            |            |  |  |       |       |
|  |                                                          | Beijing Guoan Davide Rigon Zakspeed                    | 1:18.529                                       |          |            |            |  |  |       |       |
|  | PSV Eindhoven Yelmer Buurman Azerti Motorsport           | Beijing Guoan Davide Rigon Zakspeed                    | 1:18.529                                       | 1:19.411 |            |            |  |  |       |       |
|  | PSV Eindhoven Yelmer Buurman Azerti Motorsport           | A2-B1                                                  |                                                | 1:19.411 |            |            |  |  |       |       |
|  | A.S. Roma Enrico Toccacelo FMS International             | 1:19.977                                               |                                                |          |            |            |  |  |       |       |
|  | A.S. Roma Enrico Toccacelo FMS International             | 1:19.977                                               | PSV Eindhoven Yelmer Buurman Azerti Motorsport | 1:19.565 |            |            |  |  |       |       |
|  | A4-B1                                                    |                                                        | PSV Eindhoven Yelmer Buurman Azerti Motorsport | 1:19.565 |            |            |  |  |       |       |
|  |                                                          | Beijing Guoan Davide Rigon Zakspeed                    | 1:19.071                                       |          |            |            |  |  |       |       |
|  | Galatasaray S.K. Alessandro Pier Guidi Scuderia Playteam | Beijing Guoan Davide Rigon Zakspeed                    | 1:19.071                                       | 1:20.683 |            |            |  |  |       |       |
|  | Galatasaray S.K. Alessandro Pier Guidi Scuderia Playteam |                                                        |                                                | 1:20.683 |            |            |  |  |       |       |
|  | Beijing Guoan Davide Rigon Zakspeed                      | 1:18.566                                               |                                                |          |            |            |  |  |       |       |
|  | Beijing Guoan Davide Rigon Zakspeed                      | 1:18.566                                               |                                                |          |            |            |  |  |       |       |

### Corridas

#### Corrida 1

##### Grelha de Partida
| Pos. | Clube                | Equipa de Automobilismo | Piloto                | Tempo     |
| ---- | -------------------- | ----------------------- | --------------------- | --------- |
| 1    | Beijing Guoan FC     | Zakspeed                | Davide Rigon          | 1:18.529  |
| 2    | Sevilla FC           | GTA Motor Competicion   | Borja Garcia          | 1:19.351  |
| 3    | PSV Eindhoven        | Azerti Motorsport       | Yelmer Buurman        | 1:19.565  |
| 4    | Olympiacos CFP       | GU-Racing International | Kasper Andersen       | 1:20.244  |
| 5    | AC Milan             | Scuderia Playteam       | Robert Doornbos       | 1:20.173  |
| 6    | AS Roma              | FMS International       | Enrico Toccacelo      | 1:19.977  |
| 7    | Galatasaray S.K.     | Scuderia Playteam       | Alessandro Pier Guidi | 1:20.683  |
| 8    | Tottenham Hotspur FC | GTA Motor Competicion   | Duncan Tappy          | 1:19.690  |
| 9    | Al-Ain FC            | Azerti Motorsport       | Andreas Zuber         | 1:19.640  |
| 10   | Borussia Dortmund    | Zakspeed                | Nelson Phillippe      | 1:19.671  |
| 11   | FC Porto             | Alan Docking Racing     | Tristan Gommendy      | 1:20.440  |
| 12   | SC Corinthians       | EuroInternational       | Andy Soucek           | 1:20.511  |
| 13   | Rangers FC           | Alan Docking Racing     | Ryan Dalziel          | 1:20.584  |
| 14   | RSC Anderlecht       | Team Astromega          | Craig Dolby           | 1:20.685  |
| 15   | CR Flamengo          | Team Astromega          | Tuka Rocha            | 1:24.359  |
| 16   | FC Basel             | GU-Racing International | Max Wissel            | sem tempo |
| 17   | Liverpool FC         | Hitech Junior Team      | Adrian Vallés         | sem tempo |

| Cor | Observação                       |
| --- | -------------------------------- |
|     | Disputa pela pole                |
|     | Eliminados na semifinal          |
|     | Eliminados nas quartas-de-finais |
|     | Eliminados na 1ª fase            |

##### Classificação
| Pos                                                               | Clube                  | Equipa de Automobilismo | Piloto                | Tempo/Aband.                | Grelha | Pontos |
| ----------------------------------------------------------------- | ---------------------- | ----------------------- | --------------------- | --------------------------- | ------ | ------ |
| 1                                                                 | Beijing Guoan          | Zakspeed                | Davide Rigon          | 41:29.425                   | 1      | 50     |
| 2                                                                 | A.S. Roma              | FMS International       | Enrico Toccacelo      | +2.577                      | 6      | 45     |
| 3                                                                 | Tottenham Hotspur F.C. | GTA Motor Competicion   | Duncan Tappy          | +14.909                     | 8      | 40     |
| 4                                                                 | PSV Eindhoven          | Azerti Motorsport       | Yelmer Buurman        | +15.305                     | 3      | 36     |
| 5                                                                 | Liverpool FC           | Hitech Junior Team      | Adrian Vallés         | +20.184                     | 17     | 36     |
| 6                                                                 | Al Ain FC              | Azerti Motorsport       | Andreas Zuber         | +22.996                     | 9      | 29     |
| 7                                                                 | FC Porto               | Alan Docking Racing     | Tristan Gommendy      | +23.675                     | 11     | 26     |
| 8                                                                 | Rangers F.C.           | Alan Docking Racing     | Ryan Dalziel          | +24.571                     | 13     | 23     |
| 9                                                                 | FC Basel               | GU-Racing International | Max Wissel            | +25.449                     | 16     | 20     |
| 10                                                                | Sevilla FC             | GTA Motor Competicion   | Borja García          | +29.431                     | 2      | 18     |
| 11 (NA)                                                           | SC Corinthians         | EuroInternational       | Andy Soucek           | Alternador                  | 12     | 16     |
| 12 (NA)                                                           | Olympiacos CFP         | GU-Racing International | Kasper Andersen       | Temperatura da Água         | 4      | 14     |
| 13 (NA)                                                           | Galatasaray S.K.       | Scuderia Playteam       | Alessandro Pier Guidi | Motor                       | 7      | 12     |
| 14 (NA)                                                           | RSC Anderlecht         | Team Astromega          | Craig Dolby           | Motor                       | 14     | 10     |
| 15 (NA)                                                           | Borussia Dortmund      | Zakspeed                | Nelson Phillipe       | Dano resultante de Acidente | 10     | 8      |
| 16 (NA)                                                           | CR Flamengo            | Team Astromega          | Tuka Rocha            | Motor                       | 15     | 7      |
| NC                                                                | A.C. Milan             | Scuderia Playteam       | Robert Doornbos       | Motor                       | 5      | 6      |
| Volta mais rápida: Beijing Guoan, Zakspeed, Davide Rigon 1:20.183 |                        |                         |                       |                             |        |        |

Nota: NC: Não começou a corrida; NA: Não acabou a corrida 

#### Corrida 2
Nota: A grelha de partida para a Corrida 2 resulta da inversão total das posições finais da Corrida 1 (por exemplo: o último classificado da Corrida 1 parte de 1º na Corrida 2).
| Pos                                                                           | Clube                  | Equipa de Automobilismo | Piloto                | Tempo/Aband. | Grid | Pontos |
| ----------------------------------------------------------------------------- | ---------------------- | ----------------------- | --------------------- | ------------ | ---- | ------ |
| 1                                                                             | Sevilla FC             | GTA Motor Competicion   | Borja García          | 41:56.268    | 7    | 50     |
| 2                                                                             | CR Flamengo            | Team Astromega          | Tuka Rocha            | +10.074      | 1    | 45     |
| 3                                                                             | Liverpool F.C.         | Hitech Junior Team      | Adrian Vallés         | +12.224      | 12   | 40     |
| 4                                                                             | Borussia Dortmund      | Zakspeed                | Nelson Phillipe       | +14.962      | 2    | 36     |
| 5                                                                             | Tottenham Hotspur F.C. | GTA Motor Competicion   | Duncan Tappy          | +23.666      | 14   | 36     |
| 6                                                                             | Beijing Guoan          | Zakspeed                | Davide Rigon          | +24.681      | 16   | 29     |
| 7                                                                             | FC Basel               | GU-Racing International | Max Wissel            | +27.225      | 8    | 26     |
| 8                                                                             | PSV Eindhoven          | Azerti Motorsport       | Yelmer Buurman        | +42.915      | 13   | 23     |
| 9                                                                             | F.C. Porto             | Alan Docking Racing     | Tristan Gommendy      | +54.513      | 10   | 20     |
| 10                                                                            | A.S. Roma              | FMS International       | Enrico Toccacelo      | +57.398      | 15   | 18     |
| 11                                                                            | Olympiacos CFP         | GU-Racing International | Kasper Andersen       | +59.946      | 5    | 16     |
| 12 (NA)                                                                       | SC Corinthians         | EuroInternational       | Andy Soucek           | Acidente     | 6    | 14     |
| 13 (NA)                                                                       | Galatasaray S.K.       | Scuderia Playteam       | Alessandro Pier Guidi | Acidente     | 4    | 12     |
| 14 (NA)                                                                       | Rangers F.C.           | Alan Docking Racing     | Ryan Dalziel          | Acidente     | 9    | 10     |
| 15 (NA)                                                                       | Al Ain FC              | Azerti Motorsport       | Andreas Zuber         | Acidente     | 11   | 8      |
| 16 (NA)                                                                       | R.S.C. Anderlecht      | Team Astromega          | Craig Dolby           | Motor        | 3    | 7      |
| NC                                                                            | A.C. Milan             | Scuderia Playteam       | Robert Doornbos       | Motor        |      | 0      |
| Volta mais rápida: PSV Eindhoven, Azerti Motorsport, Yelmer Buurman) 1:40.926 |                        |                         |                       |              |      |        |

Nota: NC: Não começou a corrida; NA: Não acabou a corrida 

## Tabela do campeonato após a corrida
Nota: Só as cinco primeiras posições estão incluídas na tabela.
| Pos | Clube | Equipa de Automobilismo | Piloto | Pontos |
| --- | ----- | ----------------------- | ------ | ------ |
| 1   |       |                         |        |        |
| 2   |       |                         |        |        |
| 3   |       |                         |        |        |
| 4   |       |                         |        |        |
| 5   |       |                         |        |        |